# Веле (Верхняя Сона)
Веле́ (фр. Velet) — коммуна во Франции, находится в регионе Франш-Конте. Департамент — Верхняя Сона. Входит в состав кантона Гре. Округ коммуны — Везуль.
Код INSEE коммуны — 70529.

## География
Коммуна расположена приблизительно в 290 км к юго-востоку от Парижа, в 40 км северо-западнее Безансона, в 50 км к юго-западу от Везуля.
Вдоль западной границы коммуны протекает река Сона.

## Население
Население коммуны на 2010 год составляло 418 человек.
| 1962 | 1968 | 1975 | 1982 | 1990 | 1999 | 2010 |
| ---- | ---- | ---- | ---- | ---- | ---- | ---- |
| 313  | 332  | 383  | 410  | 426  | 445  | 418  |

## Экономика

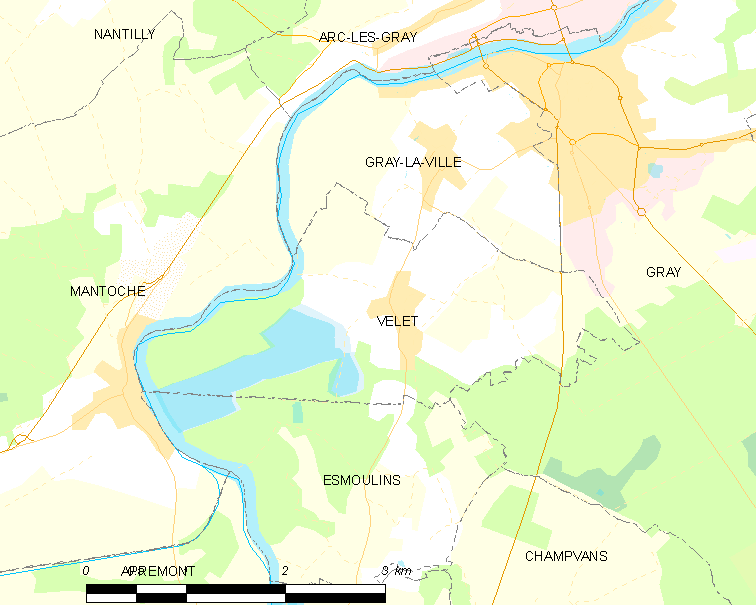
Карта коммуны

В 2010 году среди 245 человек трудоспособного возраста (15—64 лет) 182 были экономически активными, 63 — неактивными (показатель активности — 74,3 %, в 1999 году было 71,6 %). Из 182 активных жителей работали 171 человек (91 мужчина и 80 женщин), безработных было 11 (3 мужчин и 8 женщин). Среди 63 неактивных 11 человек были учениками или студентами, 39 — пенсионерами, 13 были неактивными по другим причинам.